# Anisodactylus porosus
Anisodactylus porosus är en skalbaggsart som beskrevs av Victor Ivanovitsch Motschulsky. Anisodactylus porosus ingår i släktet Anisodactylus och familjen jordlöpare. Inga underarter finns listade i Catalogue of Life.